# 設楽義信
設楽 義信（しだら よしのぶ、1960年1月22日 - ）は、埼玉県川口市出身の競泳選手、水泳指導者、NHK水泳解説者である。株式会社埼北スイミングスクール（埼玉スウィンスイミングスクール）常務取締役であった。

## 人物
- 川口市立南中学校、武南高等学校、明治大学卒
- 1980年モスクワオリンピック200ｍバタフライ代表。元日本記録保持者。
- ヤクルト本社を経て、埼北スイミングスクールに入社。指導者の道を歩み、司東利恵（1991年世界選手権200mバタフライ銀メダル、1992年バルセロナオリンピック代表）を育てた。
- 日本水泳連盟常務理事であった。（2020年、女性職員へのハラスメント行為により降格処分を受け、すべての役職を辞任[1]。）
- 1994年からNHKの水泳解説者として、オリンピック、アジア大会、日本選手権、国体、インターハイ、全国中学の解説を務めている。
- 2021年8月6日、上記女性職員に対するストーカー規制法違反の罪で罰金判決を受けた[1][2]。

## 主な戦歴
- 日本選手権(1979)200ｍバタフライ 優勝

- モスクワオリンピック選考会(1980)200ｍバタフライ 優勝(予選・決勝共 日本新記録樹立）

## 国際大会代表歴
- 1981年ユニバーシアードルーマニア大会
- 1980年モスクワオリンピック

- 1990年アジア大会（コーチ）
- 1991年世界水泳選手権パース大会（コーチ）
- 1989年、1991年、1993年パンパシフィック選手権（コーチ）
- 1992年バルセロナオリンピック（コーチ）